# Pic de Mar
El Pic de Mar és una muntanya de 2.845 metres d'altitud situada en el límit dels termes municipals de la Torre de Cabdella (en el seu terme primitiu), del Pallars Jussà, i Espot, del Pallars Sobirà.
Forma part de la carena que delimita tot el sector nord del terme municipal de la Torre de Cabdella, amb muntanyes que s'aproximen als 3.000 metres. És a ponent del Pic de Peguera, a l'extrem sud-est del Sobremonestero, i al nord del Pic dels Vidals i de la zona lacustre a l'entorn de l'Estany Gento. Separa la vall de Monestero de la conca de l'Estany Tort.